# Torneo de Metz 2014
El Moselle Open 2014 es un torneo de tenis jugado en canchas duras bajo techo. Es la 17 ª edición del Moselle Open , y forma parte de la ATP World Tour 250 series del 2014. Se llevará a cabo en el Parc des Expositions de Metz Métropole, Francia, del 15 al 22 de septiembre de 2014.

## Cabeza de serie

### Individual
| Tenista               | Ranking | Preclasificada |
| Jo-Wilfried Tsonga    | 12      | 1              |
| Gaël Monfils          | 18      | 2              |
| Philipp Kohlschreiber | 24      | 3              |
| Lukáš Rosol           | 27      | 4              |
| Jérémy Chardy         | 35      | 5              |
| João Sousa            | 40      | 6              |
| Jerzy Janowicz        | 41      | 7              |
| David Goffin          | 46      | 8              |

- El Ranking es de 8 de septiembre de 2014.

### Dobles
| Tenista                              | Ranking | Preclasificada |
| Nicolas Mahut Édouard Roger-Vasselin | 27      | 1              |
| Dominic Inglot Florin Mergea         | 67      | 2              |
| Mariusz Fyrstenberg Marcin Matkowski | 85      | 3              |
| Marin Draganja Henri Kontinen        | 87      | 4              |

- El Ranking es de 8 de septiembre de 2014.

## Campeones

### Individual Masculino
David Goffin venció a  João Sousa por 6-4, 6-3

### Dobles Masculino
Mariusz Fyrstenberg /  Marcin Matkowski vencieron a  Marin Draganja /  Henri Kontinen  por 6-7(3-7), 6-3, [10-8]